# Pozzallo
Pozzallo es una localidad italiana de la provincia de Ragusa, región de Sicilia, con 18.864 habitantes.

Ubicación de la ciudad de Pozzallo dentro de la provincia de Pistoia.

## Evolución demográfica
| Gráfica de evolución demográfica de Pozzallo entre 1861 y 2001 |
|                                                                |
| Fuente ISTAT - Elaboración gráfica por parte de Wikipedia      |